# Procedimiento de inspección estándar

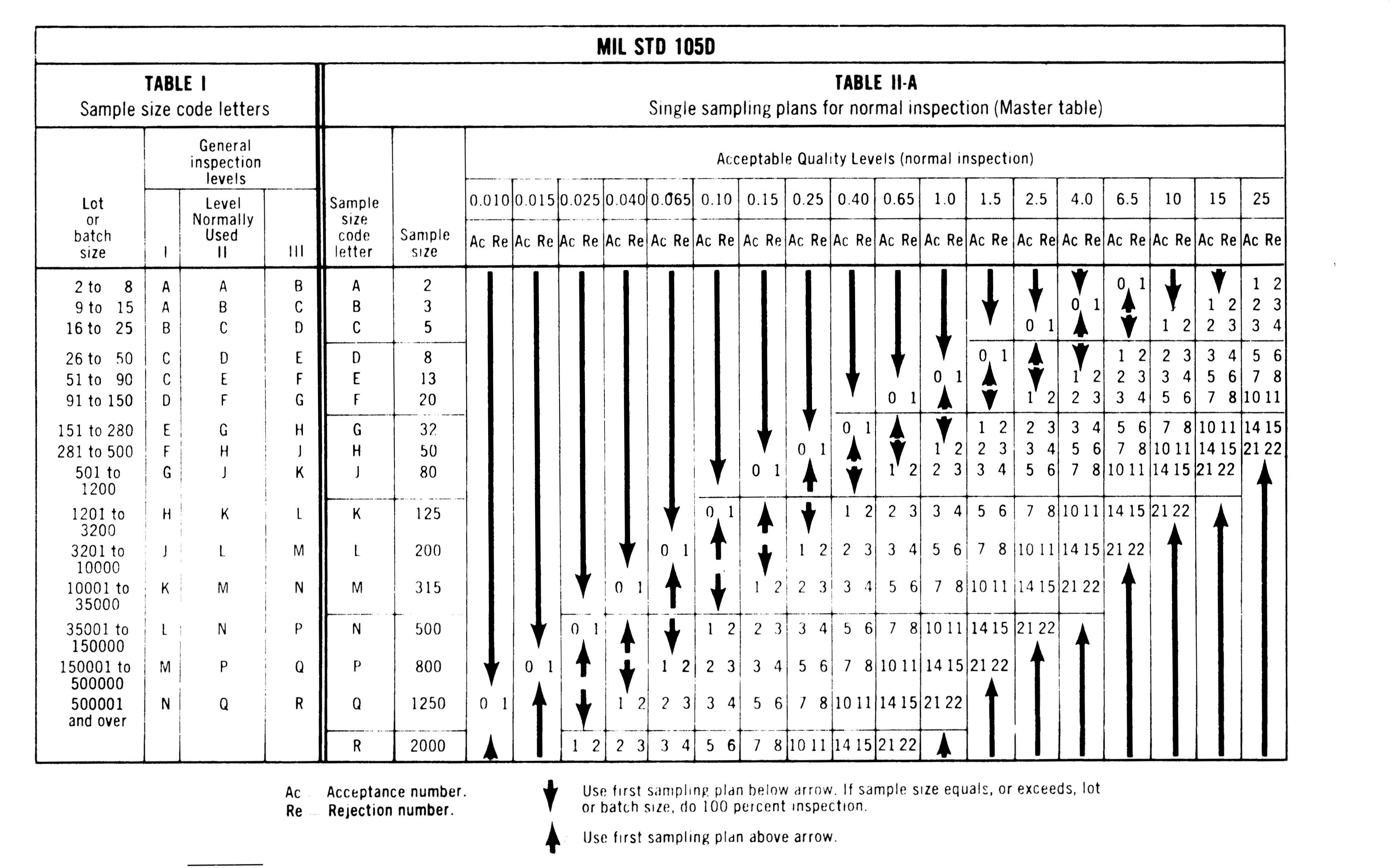
Un ejemplo de SIP - MIL-STD-105 D Tabla de referencia rápida, TABLA I y TABLA IIA

Un procedimiento de inspección estándar (o a veces simplemente 'PIE') es un proceso mediante el cual se puede comprobar el cumplimiento de una serie de variables con respecto a un conjunto de reglas. Los PIE son utilizados por varias organizaciones, incluida la Alianza de seguridad de vehículos comerciales (ASVC) y el Departamento de Defensa de EE. UU.